# Naravni rezervat Rostov
Naravni rezervat Rostov (rusko: Ростовский заповедник) (tudi Rostovsky) je ruski zapovednik (strog naravni rezervat), ki varuje različna občutljiva južnoevropska stepska mokrišča, največjo čredo divjih konj v Evropi (Donski mustang) in tudi mokrišča za ptice. Zavarovana območja so razdeljena na pet odsekov, ki pokrivajo vode jezera Manič-Gudilo, otoke v tem jezeru, okoliške stepe in obrežna zemljišča. Rezervat leži v okrožju Orlovski, Rostovska oblast, približno 100 km severovzhodno od  Rostova na Donu. Veselovskove Reservoar je od leta 1994 del območja mokrišč mednarodnega pomena v skladu z Ramsarsko konvencijo. 

## Topografija
Naravni rezervat Rostov leži na jugu vzhodnoevropskega nižavja, v dolini reke Manič. Prevladujoča geološka značilnost rezervata je jezero Manič-Gudilo, rezervoar slane vode, ki ga obdajata suha stepa in polpuščavska pokrajina. Jezero je dolgo in ozko, zaseda del doline Manič med Azovskim morjem in Kaspijskim jezerom; ta dolga depresija je ostanek tistega, kar je bila nekoč morska povezava med Črnim in Kaspijskim morjem.
V rezervatu so štirje ločeni sektorji:
- Otočni sektor (4.591 ha); vodni otok in otok Burnt na severnem delu jezera in obalno kopno. Najvišja nadmorska višina je 93 metrov. Ta sektor je nasproti jezera naravnega rezervata Čiornje Zemli.
- Sektor Starikovskij (2.115 ha); druga terasa nad poplavno ravnico Manič. Razgiban teren z globokimi grapami; največja višina je 153 metrov.
- Sektor Krasnopartizanskaja (1.768 ha); na jugovzhodu v okrožju Remontnenski.
- Sektor Cagan-Hak (990 ha); slano barje, ki je poplavljeno spomladi.

## Podnebje in ekoregija
Rostovski rezervat leži sredi pontskih stepskih ekoregij, območja zmernih travišč, savan in grmovja severno od Črnega in Kaspijskega morja, med reko Dneper in Uralom.
Podnebje je vlažno celinsko z vročimi poletji (Köppnova podnebna klasifikacija (Dfa)). Za to podnebje so značilna velika temperaturna nihanja, tako dnevna kot sezonska, s toplimi poletji in hladnimi zimami ter vsaj en mesec v povprečju nad 22 ° C. Poletja v rezervatu Rostov so vroča, temperature dosegajo 40 ° C stopinj. Povprečne količine padavin znašajo od 250 do 500 mm, odvisno od lokacije. 

## Rastlinstvo in živalstvo
Neposredno območje rezervata je teren trav bilnic in bodalic. Na tem območju so razširjene pšenične trave in zaplati modropisane trave. Območja z bolj slanimi tlemi podpirajo velike in zapletene skupnosti halofitov (rastline, ki prenašajo sol). Še posebej odsek Cagan-Hak ima obsežna solina močvirja.
Rezervat je znan kot osrednje varovano območje največje črede divjih konj v Evropi. Ptice so najštevilnejše živali po vrstah v rezervatu. Gnezdilci so droplja, mala čigra (Sternula albifrons), pritlikavi kormoran, roza in kodrasti pelikan (pelecanus crispus), žličarke, rečni galeb (Chroicocephalus ridibundus), sove in plamenci. V rezervatu je zabeleženih več kot 200 vrst ptic, od tega jih približno 120 gnezdi na območju, 63 vrst pa jih je bilo tukaj opaziti med selitvami. 

## Ekoturizem
Rezervat podpira ekoturizem; za javnost sta odprti dve naravni poti. Pot Uganke doline Maničeskoj je 2 km dolga krožna pot ob obali jezera. Ima opazovalni stolp za ogled konj, piknik paviljon in pristanišče za izlete z ladjico na enega od otokov rezervata. Druga pot, Azurna roža, obišče polja tulipanov in perunik, videti je mogoče velike jate žerjavov in galebov. Ogledi potekajo na teh poteh od aprila do oktobra in so zasnovani za obiskovalce vseh starosti. Prijaviti se je mogoče tudi za vodene obiske nekaterih manjših slanih jezer, ki so jih v preteklosti uporabljali za komercialno proizvodnjo soli in zdravilnega blata iz njihovih blatnikov. V rezervatu deluje tudi center za obiskovalce s turističnimi objekti in muzejem narave.
Kot strogi naravni rezervat pa je rezervat Rostov večinoma zaprt za širšo javnost. Znanstveniki in tisti z namenom okoljske vzgoje se lahko z upravljalcem parkov dogovorijo za obiske zunaj označenih ekoloških poti.